# Лоза (село, Ігринський район)
Лоза́ (рос. Лоза) — село (колишнє селище) в Ігринському районі Удмуртії, Росія.

## Населення
Населення — 588 осіб (2010; 611 в 2002).
Національний склад станом на 2002 рік:
- удмурти — 70 %

## Урбаноніми[3]
- вулиці — 22 з'їзду КПРС, Азіна, Байдукова, Вішурська, Дубровського, Кірова, Леніна, Максима Горького, Матросова, Мічуріна, Набережна, Підлісна, Радянська, Садова, Станційна, Суворова, Травнева, Фрунзе, Чкалова, Шкільна